# Беллендир, Эдуард Николаевич
Эдуа́рд Никола́евич Белленди́р (1926—2010) — ведущий специалист по внелёгочному туберкулёзу в СССР и России, доктор медицинских наук, профессор, лауреат Государственной премии Российской Федерации (1993).

## Биография

### Ранние годы
Родился 20 июля 1926 года в городе Марксштадте АССР Немцев Поволжья (ныне Маркс Саратовской области) в семье служащих Николая Николаевича и Альмы Давидовны Беллендир. По национальности немец. К началу Великой Отечественной войны окончил 7 классов школы. Весной 1942 года отец был мобилизован в Военно-морской флот, и семья переехала в Москву, где Эдуард в неполные 16 лет поступил на работу бухгалтером пошивочной мастерской. Вскоре он оказался в эвакуации в Канске (Красноярский край), затем в Городке (Бурят-Монгольская АССР), где, будучи мобилизованным в трудармию, продолжал работать бухгалтером в различных промышленных организациях.
В 1946 году отец, получив после демобилизации место заведующего кафедрой педагогики в Коми государственном педагогическом институте, перевёз семью в Сыктывкар. Ещё один год Э. Беллендир продолжал трудиться бухгалтером, на этот раз в детском санатории Минздрава Коми АССР. В 1947—1948 годах обучался в вечерней школе, которую окончил с золотой медалью.

### Образование
В 1948 году Э. Н. Беллендир поступил на лечебный факультет Свердловского медицинского института. После получения в 1954 году диплома с отличием в течение 4 лет работал заведующим костно-туберкулёзным отделением республиканской больницы Коми АССР в Сыктывкаре. В 1958 году поступил в аспирантуру при Ленинградском институте хирургического туберкулёза (ЛИХТе), преобразованном в 1983 году в Санкт-Петербургский НИИ фтизиопульмонологии (СПбНИИФ). Вся последующая трудовая деятельность Э. Н. Беллендира была связана с этим учреждением.

### Научная карьера
В 1961—1964 годах Э. Н. Беллендир работал младшим научным сотрудником. В ноябре 1962 года он защитил кандидатскую диссертацию на тему «Васкуляризация кости в процессе регенерации при туберкулёзе коленного сустава в эксперименте», в которой предложил оригинальную модификацию экспериментальной модели туберкулёзного остита дистального эпифиза бедра для проведения оперативных вмешательств. В апреле 1964 года организовал и возглавил (без отрыва от работы в клинике) лабораторию экспериментальной патологии и хирургии внелёгочного туберкулёза ЛИХТ.
С ноября 1966 года — старший научный сотрудник ЛИХТа, работал над докторской диссертацией по теме «Особенности восстановительных процессов при пластическом замещении костных полостей после удаления туберкулёзных очагов в эксперименте». В марте 1969 года успешно её защитил и в 1971 году был утверждён ВАК в учёном звании профессора по специальности «фтизиатрия». В феврале 1984 года, после слияния ЛИХТ и Ленинградского НИИ туберкулёза в единый Ленинградский НИИ фтизиопульмонологии, избран руководителем отделения экспериментальной патологии лёгочных и внелёгочных форм туберкулёза, а в ноябре 1989 года — заведующим лабораторией экспериментальной патологии и хирургии внелёгочного туберкулёза отдела экспериментальной патологии и терапии.
В 1993 году в составе группы хирургов-клиницистов СПбНИИФ (А. Е. Гарбуз, К. Н. Коваленко, А. Ф. Ракитянская и С. А. Тиходеев) был удостоен Государственной премии РФ за цикл работ по реконструктивно-восстановительной хирургии воспалительных заболеваний позвоночника у детей и взрослых.
С мая 1995 года — главный научный сотрудник экспериментальной лаборатории (группы экспериментальной патологии и хирургии внелёгочного туберкулёза).
В январе 1998 года Э. Н. Беллендир переведён на должность научного консультанта лаборатории патоморфологии и экспериментального туберкулёза отдела лабораторной диагностики туберкулёза, которую занимал до последних дней.
Владел немецким и английским языками.
Умер 25 июля 2010 года на 85-м году жизни. Похоронен на кладбище Санкт-Петербургского крематория.

### Семья
Э. Н. Беллендир был женат (жена — Галина Дмитриевна Липухина, акушер-гинеколог), имел дочь и сына. Дочь — Марина Эдуардовна Лозовская, фтизиопедиатр, профессор, заведующая кафедрой фтизиатрии Санкт-Петербургской государственной педиатрической медицинской академии. Внук — Павел Евгеньевич Лозовский, детский травматолог-ортопед.

## Вклад в науку
В течение 15 лет Э. Н. Беллендир был одним из ближайших учеников и сотрудников основоположника хирургии костно-суставного туберкулёза, академика АМН СССР П. Г. Корнева. Его идеи, включая патогенетическую направленность борьбы с туберкулёзом и примат хирургического лечения костно-суставного туберкулёза, Э. Н. Беллендир отстаивал и развивал все последующие годы. Он имел разностороннюю клиническую подготовку по хирургии и внелёгочному туберкулёзу всех основных локализаций, а также собственный опыт хирурга и врача-фтизиатра с клиническим стажем более 13 лет, и в то же время владел множеством экспериментальных и лабораторных методик, в том числе оригинальных или модернизированных им. Все свои научные разработки Э. Н. Беллендир проводил в соответствии с запросами клиники, в содружестве и при непосредственном участии представителей различных специальностей (остеологии, хирургии, урологии, гинекологии, офтальмологии, дерматологии и др.). При этом ведущее место сохранялось за хирургией костно-суставного туберкулёза и смежных с ним заболеваний.
С 1964 года им целенаправленно разрабатывалось оригинальное направление — компонентная (моно-, би- и поликомпонентная) пластика в костно-суставной хирургии. Теоретически обоснованы и методически разработаны энзимотерапия внелёгочного туберкулёза различных локализаций и прочие направления в его диагностике и лечении. Вся экспериментальная работа проводилась на базе собственных методик моделирования различных форм и локализаций внелёгочного туберкулёза у подопытных животных и впервые осуществлённых автором исследований по экспериментальной хирургии внелёгочного туберкулёза.
Э. Н. Беллендир предложил оригинальную концепцию патогенеза и сущности туберкулёзно-аллергических форм внелёгочного туберкулёза на примере туберкулёзно-аллергического синовита, который после опубликования его работ был введён в официально утверждённую классификацию туберкулёза. Продолжение работ по изучению этих форм туберкулёза, привлёкших особое внимание ревматологов (так называемых «ревматических масок туберкулёза»), и изучение туберкулёза кожи и лимфатической системы, как и разработка новых методов компонентной пластики (в том числе с трансплантацией перихондрия) составляли предмет исследования Э. Н. Беллендира в последние годы.
Им и большим коллективом его учеников и научных сотрудников института поставлены и решены многие вопросы борьбы с туберкулёзом. Изучен патогенез основных локализаций заболевания с методик (в том числе собственных) микроциркуляторных исследований. На этой основе в 1986 году была предложена оригинальная эволюционная патогенетическая классификация внелёгочного туберкулёза, развивающая классическую и успешно применяющаяся в клиниках.
Большую работу Э. Н. Беллендир проводил также в области эпидемиологии и борьбы с внелёгочным туберкулёзом в СССР и России. Он неоднократно выезжал в регионы, возглавлял экспедиционные бригады, руководил конференциями, совещаниями на различных уровнях, включая руководство секцией внелёгочного туберкулёза на I (XI) съезде врачей-фтизиатров в 1992 году. Э. Н. Беллендир был автором научных работ по организационным вопросам и эпидемиологии внелёгочного туберкулёза, составителем и редактором ряда методических рекомендаций. В 1990 году он был избран председателем Координационного совета по внелёгочному туберкулёзу в РСФСР, был также членом соответствующих проблемных комиссий по РСФСР и странам СНГ. В 1960—1970-х годах был редактором издаваемой и переиздаваемой П. Г. Корневым монографии «Хирургия костно-суставного туберкулёза», за которую автор был удостоен Ленинской премии. В разные годы являлся учёным секретарём по фтизиатрии НИИ, членом бюро проблемной комиссии союзного значения «Внелёгочный туберкулёз» при президиуме АМН СССР.
За время работы в СПбНИИФ Э. Н. Беллендир опубликовал 215 научных работ, явился автором 25 изобретений, за одно из которых (способ костной пластики) был награждён серебряной медалью ВДНХ СССР, 30 рационализаторских предложений (2 из них признаны отраслевыми по Министерству здравоохранения СССР). Под его руководством подготовлены 28 кандидатских и 4 докторские диссертации.

## Награды
- Государственная премия Российской Федерации (1993)
- медаль «За трудовую доблесть»
- медаль «За доблестный труд. В ознаменование 100-летия со дня рождения Владимира Ильича Ленина»
- медаль «Ветеран труда»
- Серебряная медаль ВДНХ СССР (1983)
- Изобретатель СССР
- Отличник здравоохранения
- Почётная грамота Министерства здравоохранения России (2000)
- Грамота Губернатора Санкт-Петербурга (2008)